# Lycée français de San Francisco
 (avril 2018).
Le contenu est difficilement compréhensible vu les erreurs de traduction, qui sont peut-être dues à l'utilisation d'un logiciel de traduction automatique.
 (avril 2018).

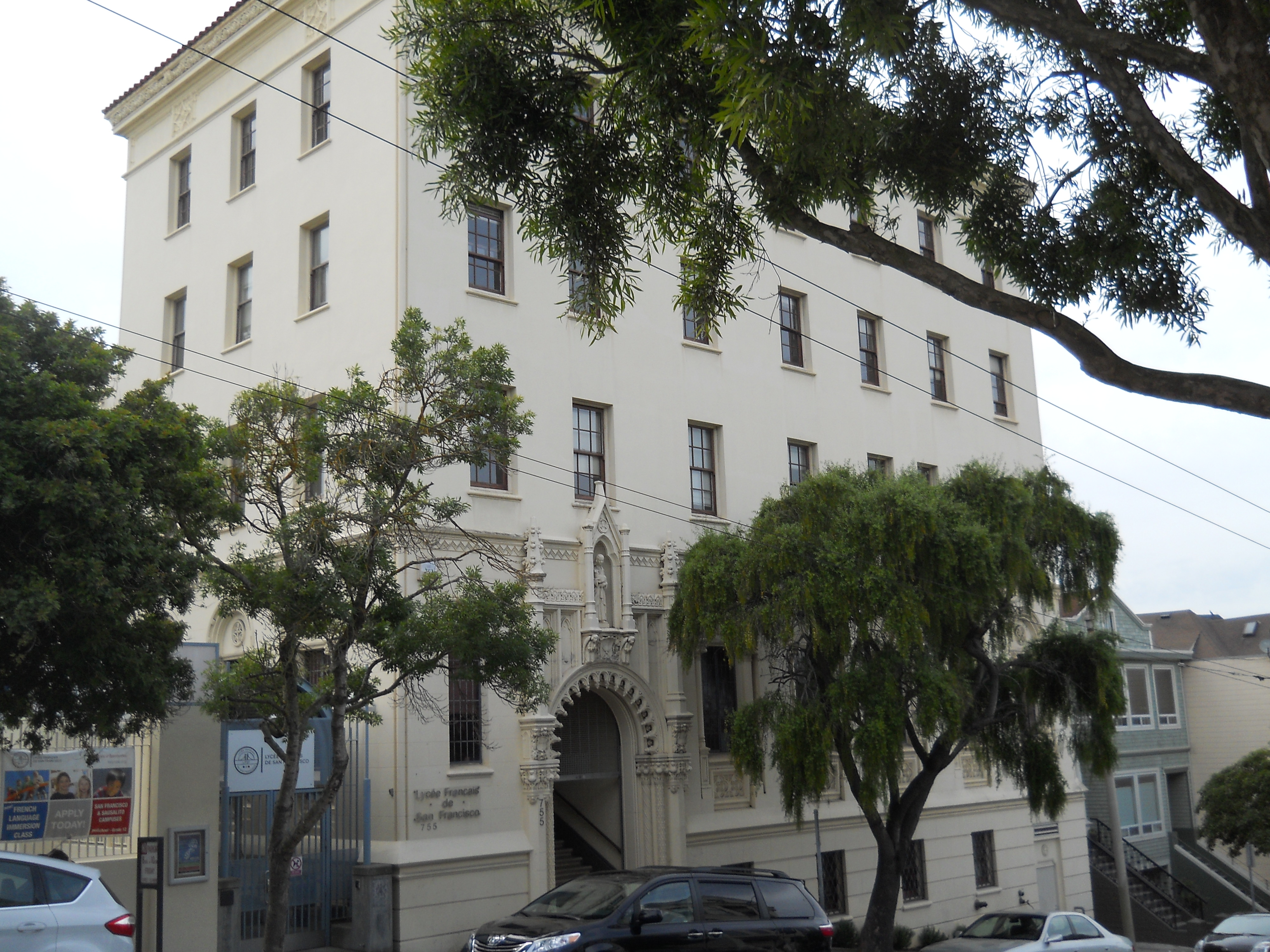
Ashbury Campus à San Francisco (niveaux Maternelle au CM2)

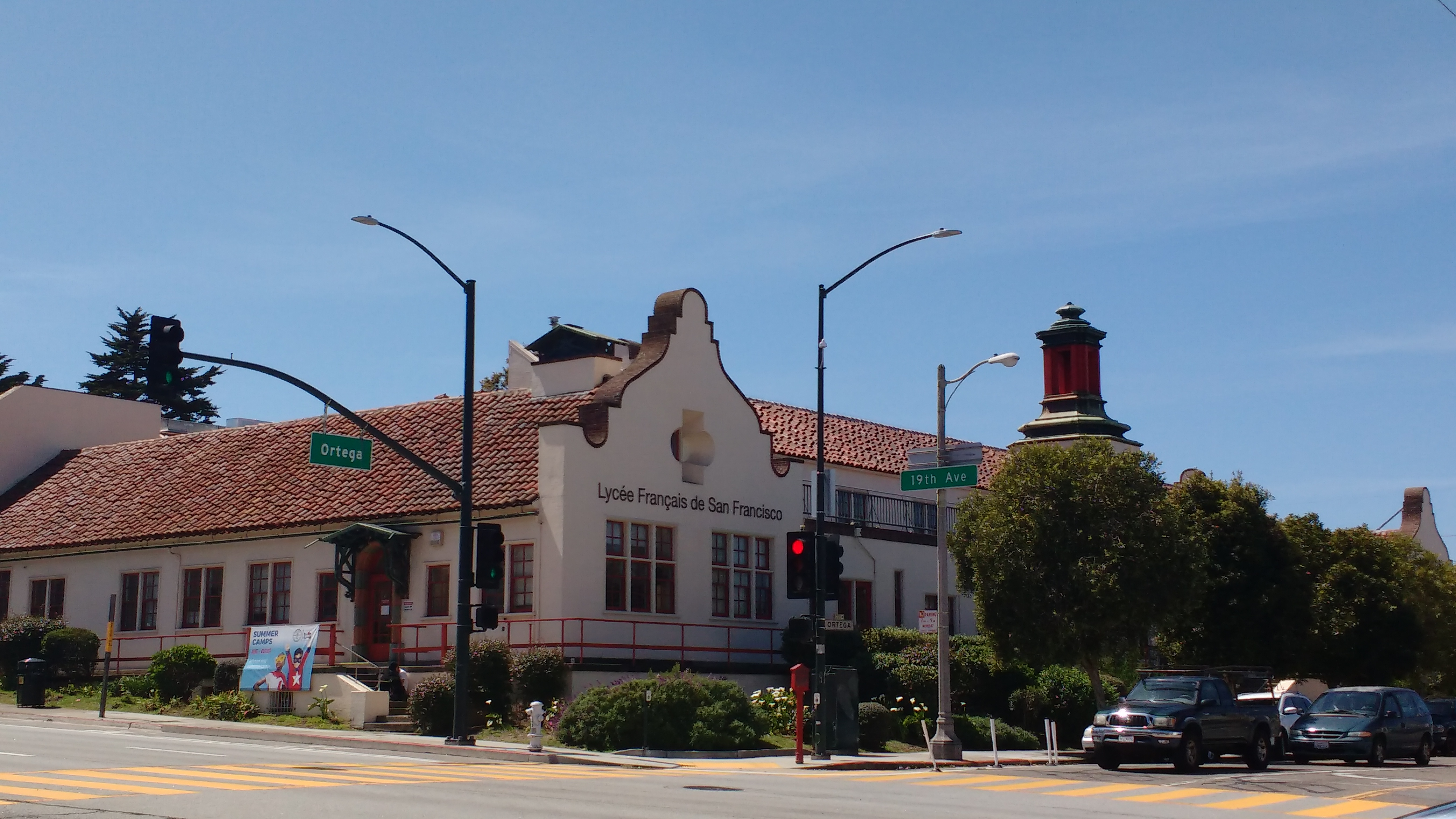
Ortega Campus à San Francisco (6e à la Terminale)

Le Lycée français de San Francisco, naguère lycée français La Pérouse, est un établissement d'enseignement d'immersion en langue française situé à San Francisco en Californie, homologué par le ministère français de l'Éducation nationale et conventionné avec l'AEFE.

## Histoire

Ancien logo du lycée (jusqu'en 2012)

Le Lycée Français de San Francisco a été fondé en 1967 par un groupe de parents et d'enseignants, Claude Reboul, Henri Monjauze et Claude Lambert qui se sont séparés de l'École bilingue franco-américaine pour créer un programme d'immersion basé sur le curriculum du Ministère français de l'Éducation Nationale. En 1967, 27 élèves du primaire ont commencé leurs classes dans une école d'une seule pièce d'une église orthodoxe russe située sur le boulevard Geary.
En 1974, l'école est rebaptisée Lycée Français de San Francisco et déménage à la 28e Avenue. En 1977, les locaux devenant trop petits, l'école secondaire déménagea plusieurs fois avant de s'installer, en 1983, dans son propre bâtiment de la rue Balboa.
En 1986, l'école française du comté de Marin à San Anselmo a fusionné avec le LFSF, ajoutant un campus de North Bay pour les élèves de la maternelle à la 5e année. Aussi en 1986, le LFSF a été rebaptisée Lycée Français International La Pérouse pour célébrer le bicentenaire de la visite de l'explorateur français La Pérouse en Californie. En 1989, le campus Marin déménage à Corte Madera.
En 1996, le Lycée Français La Pérouse a obtenu son emplacement actuel d'école primaire dans le bâtiment historique de l'école Saint-Agnès. Au début, le 755 rue Ashbury réunissait des élèves du primaire et du secondaire.
En 2005, le Lycée Français La Pérouse fait l'acquisition du Conservatoire de Musique autrefois un orphelinat, un autre bel édifice historique de la rue Ortega et de la 19e Avenue. En 2007, l'école secondaire a emménagé dans son nouveau foyer, le campus Ortega.

En 2012, l'école a été relancée sous le nom de Lycée Français de San Francisco, et en 2013 fut inauguré le nouveau campus à Sausalito.

Logo du lycée depuis 2012

Il a célébré en 2017 son 50e anniversaire par diverses manifestations.

## Résultats

### Réussite et débouchés
Taux de réussite et SATS 
- 2017 : 100 % de réussite au bac, avec un total de 37 candidats (20 filles, 17 garçons). 12 mentions Assez bien, 14 mentions Bien et 7 mentions Très bien.

50 % des élèves ont continué leurs études aux États-Unis, 14 % au Canada ; 35 % en Europe (19 % en France, 8 % en Grande-Bretagne, Espagne, Italie, Suisse)
- 2016 : 98 % de réussite au bac, avec un total de 47 candidats. 14 mentions Assez bien, 13 mentions Bien et 10 mentions très bien.

Pour les SAT, une moyenne de 1304, avec 661 en anglais et 643 en maths. La moyenne nationale est de 1002, avec 494 en anglais et 508 en maths.
- 2015 : 100 % de réussite au bac, avec un total de 41 candidats. 13 mentions Assez bien, 12 mentions Bien et 8 mentions Très bien.

### Admission aux Universités
Chaque année, les élèves du Lycée Français de San Francisco sont admis dans de nombreuses. Par exemple, des universités aux États-Unis, au Canada, en France, ou encore au Royaume-Uni. Pour l'année scolaire 2017 à 2018, les élèves ont été admis aux écoles suivantes :
 (avril 2012).
 (avril 2012).
Si vous disposez d'ouvrages ou d'articles de référence ou si vous connaissez des sites web de qualité traitant du thème abordé ici, merci de compléter l'article en donnant les références utiles à sa vérifiabilité et en les liant à la section « Notes et références ».
- Montana State University
- San Francisco State University
- UC Berkeley
- UCSB
- UCLA
- UCSD
- UC Merced
- UC Riverside
- UC Davis
- UN Seattle
- UC Santa Cruz
- Cornell
- Loyola University Chicago
- Sarah Lawrence College
- Brown University
- Chapman University
- Smith College
- Worcester Polytechnic Institute
- Lake Forest College
- DePaul University
- Reed College
- Columbia College Chicago
- Illinois Institute of Technology
- Rensselaer Polytechnic Institute
- Macalester College
- Clark University
- Georgia Tech
- Northeastern
- Boston University
- Syracuse
- Pomona College
- Kenyon College
- Scripps College
- Leigh
- Oberlin College
- George Washington University
- Bucknell
- Columbia
- University of Southern California
- New York University
- McGill University
- Bishop's University
- Concordia
- University of Toronto
- University of British Columbia
- Polytechnique
- Integrale
- Arts University of Bournemouth
- King's College London
- University of Bath
- Keele university
- HZ University of applied sciences
- Utrecht University
- Amsterdam University
- Hotel School The Hague

## Les différentes options
Le Lycée Français de San Francisco propose un large choix d’options dès le début du collège. En sixième, les élèves choisissent leur seconde langue vivante (LV2) parmi l’allemand, l’espagnol et le mandarin. Celle-ci s’ajoute à la première langue vivante (LV1) commune à tous : l’anglais. L’année suivante, en cinquième, l’élève peut choisir l'enseignement du latin (qui ajoutera potentiellement des points aux examens). Trois ans plus tard, à l'entrée du lycée, les élèves peuvent d’une part, suivre l’option US History (étude de l’histoire des États-Unis, en langue anglaise, en plus de l’histoire-géographie du tronc commun) et d’autre part, choisir une option artistique parmi arts plastiques, théâtre ou cinéma-audiovisuel. Enfin, en première, l’élève peut également opter pour le baccalauréat français international (BFI) pour un enseignement approfondi en anglais.

## Le service des bus
Le lycée propose un service de bus qui lie le Nord et le Sud de la Baie à l’école. Le service de bus du Sud part de San Jose, passe dans Los Altos Hills, San Mateo, Millbrae pour finalement arriver à l’école.
Le service de bus du nord passe par San Rafael et arrive à l’école à temps avant que les cours ne commencent. Ceci permet une excellente accessibilité aux élèves qui vivent loin de l’école.

## Offres culturelles

### AES
Le Lycée Français de San Francisco offre plusieurs activités extra-scolaires et des camps thématiques.

### Théâtre du Lycée Français de San Francisco

#### Historique
À son ouverture en 1929, après avoir été créé par l’architecte Louis Christian Mullgardt, le bâtiment sur Ortega Street était destiné à être un orphelinat pour des enfants en bas âge. À cette époque, l’auditorium n’existait pas encore. En 1954, le “Infant shelter” ferme et la bâtisse fut vendue au Conservatoire de musique de San Francisco. La campagne pour financer et construire l’auditorium commença en 1970. Le Hellman Hall, l’auditorium, fut inauguré le 2 décembre 1975 soit un an et demi après que les constructions aient commencé. En 2005, le conservatoire de musique change de site et Le Lycée Français La Pérouse en fait l’acquisition. C’est seulement en 2007 que l’école secondaire emménage dans le campus d’Ortega. Depuis 2008, de nombreux artistes renommés sont venus au TLF : Barbara Schulz, Michel Onfray, Thierry Lhermitte, Patrick Timsit, Clémentine Célarié, Francis Perrin, Pierre Richard, Charlotte de Turckheim ainsi que de nombreuses compagnies de théâtre. Pendant l’année 2017-2018, l’auditorium a connu des rénovations importantes : un écran pour visionner des films a été installé ainsi que de nouveaux projecteurs et de nouvelles enceintes. Ces rénovations ont entraîné une nouvelle inauguration du TLF le 29 mars 2018, en présence d’Emmanuel LEBRUN-DAMIENS, consul de France à San Francisco

#### Activités
Le LFSF propose aussi plusieurs activités extra scolaires théâtrales, notamment pour les élèves de primaires et de collèges. Pour les 2de, 1re et Terminale l’école propose l’option théâtre du baccalauréat qui demande 3 heures de cours par semaine et qui présente une pièce de théâtre à la fin de chaque année scolaire. Les élèves de cette option ont la possibilité de rencontrer des acteurs et des metteurs en scène connus, comme décrit ci-dessus. Lors du cinquantième anniversaire de LFSF, trois élèves de l’option théâtre ont eu la chance d’assister à la cérémonie des  Molières en France. Les Terminales de l’option ont aussi la chance chaque année de participer à un concours de théâtre organisé par l’école française de New York. Ce concours consiste à créer et présenter une courte pièce de théâtre à un jury français.

## Détails des différents campus
- L'ancien campus (Corter Madera): L’ancien campus du LFSF se situait dans Marin County au 330 GOLDEN HIND PSGE CORTE MADERA, CA 94925 . Le Lycée Français de La  Pérouse accueillait alors 200 élèves de la maternelle au CM2.
- Campus de Sausalito - Inauguré en 2013, le campus de Sausalito accueille les élèves de la maternelle jusqu’au primaire. Situé à 610 Coloma Street, Sausalito, CA 94965.

- Campus d’Ashbury - Acquisition du bâtiment de l’école St. Agnes en 1996. Le campus accueillait à la fois les élèves du primaire et secondaire mais n’héberge plus aujourd’hui que les élèves de maternelle à primaire. On compte aujourd’hui plus de 400 élèves scolarisés sur ce campus. Situé à 755 Ashbury Street, San Francisco, CA 94117 dans un des quartiers les plus populaires de la ville.

- Campus d’Ortega - Acquisition en 2005 d’un nouveau bâtiment, un conservatoire de musique, auparavant orphelinat. Accueille en 2007 ses premiers élèves du collège jusqu’au lycée. On en compte aujourd’hui plus de 300. Situé au 1201 Ortega street, San Francisco, CA 94122.
- 55 nationalités/1000 élèves.

## Organigramme du personnel (2023-2023)[3]
- Proviseur des 3 campus : Emmanuel Texier
- Proviseur adjoint et directrice du Campus d’Ortega : Éric Szarzynski
- Directeur du Campus d’Ashbury : Christophe Cailton
- Directrice du Campus de Sausalito : Laurent Carayon
- Conseillère d’orientation Campus d’Ortega : Natalie Bitton
- Directrice des finances : Armelle Diaz
- Directrice du développement : Nathalie Hautavoine
- Directrice de la communication : Agnès Hogan
- Directrice des admissions : Mireille Sagne
- Directeur des activités extra-scolaires : Stanley Zelphin

## Les chiffres du LFSF
Le Lycée Français de San Francisco se divise en trois établissements et trois campus : ceux d'Ashbury et d'Ortega situés dans le Sunset District dans la ville de San Francisco, ainsi que celui de Sausalito, ville située au nord de San Francisco (de l’autre côté du Golden Gate Bridge). À eux trois, les divisions fournissent une éducation de qualité à exactement 1005 élèves (selon les chiffres de l’année scolaire 2017-2018). 399 d’entre eux sont scolarisés à Ashbury, 396 étudient sur le campus d’Ortega, et enfin 210 vont quotidiennement à Sausalito. De plus, le lycée dispose de 99 enseignants, dont 36 travaillent sur le campus d’Ashbury, 43 sur Ortega, et 20 à Sausalito. Comparé au nombre d’élèves, le nombre de professeurs est important et permet des suivis relativement personnalisés pour une réussite assurée des étudiants. D’ailleurs, le taux de réussite au baccalauréat au Lycée de San Francisco est de 100 %.[réf. nécessaire]